# Угорщина на зимових Олімпійських іграх 2022
Угорщина взяла участь у зимових Олімпійських іграх 2022, що тривали з 4 до 20 лютого в Пекіні (Китай).
Збірна Угорщини складалася чотирнадцяти 14 спортсменів (вісьмох чоловіків і шістьох жінок), що складалися з п'яти видів спорту. Мартон Кекеші і Зіта Тот несли прапор своєї країни на церемонії відкриття. А нести прапор на церемонії закриття доручили лижникові Адамові Коня.

## Медалісти
Список угорських спортсменів, що на Іграх здобули медалі.
| Медаль | Ім'я                                                                   | Вид спорту | Дисципліна                   | Дата      |
| ------ | ---------------------------------------------------------------------- | ---------- | ---------------------------- | --------- |
| Золото | Лю Шаоан                                                               | Шорт-трек  | 500 метрів (чоловіки)        | 13 лютого |
| Бронза | Петра Ясапаті Софія Конья Лю Шаоан Лю Шандор Шаолінь Джон-Генрі Крюгер | Шорт-трек  | Змішана естафета 2000 метрів | 5 лютого  |
| Бронза | Лю Шаоан                                                               | Шорт-трек  | 1000 метрів (чоловіки)       | 7 лютого  |

| Медалі за статтю | Медалі за статтю | Медалі за статтю | Медалі за статтю | Медалі за статтю |
| ---------------- | ---------------- | ---------------- | ---------------- | ---------------- |
| Стать            | 1                | 2                | 3                | Загалом          |
| Чоловіки         | 1                | 0                | 1                | 2                |
| Змішані          | 0                | 0                | 1                | 1                |
| Загалом          | 1                | 0                | 2                | 3                |

| Багаторазові медалісти | Багаторазові медалісти | Багаторазові медалісти | Багаторазові медалісти | Багаторазові медалісти | Багаторазові медалісти | Багаторазові медалісти |
| ---------------------- | ---------------------- | ---------------------- | ---------------------- | ---------------------- | ---------------------- | ---------------------- |
| Ім'я                   | Вид спорту             | 1                      | 2                      | 3                      | Загалом                |                        |
| Лю Шаоан               | Шорт-трек              | 1                      | 0                      | 2                      | 3                      |                        |

## Спортсмени
Кількість спортсменів, що взяли участь в Іграх, за видами спорту.
| Вид спорту          | Чоловіки | Жінки | Загалом |
| ------------------- | -------- | ----- | ------- |
| Гірськолижний спорт | 1        | 1     | 2       |
| Лижні перегони      | 1        | 1     | 2       |
| Фігурне катання     | 1        | 1     | 2       |
| Шорт-трек           | 5        | 2     | 7       |
| Сноубординг         | 0        | 1     | 1       |
| Загалом             | 8        | 6     | 14      |

## Гірськолижний спорт
Від Угорщини на ігри кваліфікувалися один гірськолижник і одна гірськолижниця, що відповідали базовому кваліфікаційному критерію.
| Спортсмен     | Дисципліна                    | 1-й спуск | 1-й спуск | 2-й спуск    | 2-й спуск    | Сума         | Сума         |
| Спортсмен     | Дисципліна                    | Час       | Місце     | Час          | Місце        | Час          | Місце        |
| ------------- | ----------------------------- | --------- | --------- | ------------ | ------------ | ------------ | ------------ |
| Мартон Кекеші | Гігантський слалом (чоловіки) | 1:14.47   | 39        | 1:19.07      | 34           | 2:33.54      | 34           |
| Мартон Кекеші | Слалом (чоловіки)             | 1:01.85   | 40        | 56.12        | 32           | 1:57.97      | 33           |
| Зіта Тот      | Гігантський слалом (жінки)    | НФ        | НФ        | Не потрапила | Не потрапила | Не потрапила | Не потрапила |
| Зіта Тот      | Слалом (жінки)                | 57.97     | 44        | 57.89        | 40           | 1:55.86      | 40           |

## Лижні перегони
Від Угорщини на Ігри кваліфікувалися один лижник і одна лижниця, що відповідали базовому кваліфікаційному.
Дистанційні перегони
| Спортсмен  | Дисципліна                        | Час       | Відставання | Місце |
| ---------- | --------------------------------- | --------- | ----------- | ----- |
| Адам Коня  | 15 км класичним стилем (чоловіки) | 45:48.9   | +7:54.1     | 80    |
| Адам Коня  | 50 км вільним стилем (чоловіки)   | 1:25:21.4 | +13:48.7    | 55    |
| Сара Понья | 10 км класичним стилем (жінки)    | 41:13.6   | +13:07.3    | 97    |

Спринт
| Спортсмен | Дисципліна | Кваліфікація | Кваліфікація | Чвертьфінал | Чвертьфінал | Півфінал    | Півфінал    | Фінал       | Фінал       |
| Спортсмен | Дисципліна | Час          | Місце        | Час         | Місце       | Час         | Місце       | Час         | Місце       |
| --------- | ---------- | ------------ | ------------ | ----------- | ----------- | ----------- | ----------- | ----------- | ----------- |
| Адам Коня | Чоловіки   | 3:09.43      | 72           | Не потрапив | Не потрапив | Не потрапив | Не потрапив | Не потрапив | Не потрапив |

## Фігурне катання
На Чемпіонаті світу 2021 року в Стокгольмі Угорщина здобула одне квотне місце в парному катанні.
18 лютого 2022 року Юлія Щетиніна і Марк Мадьяр знялися зі змагань перед короткою програмою через позитивний тест Мадьяра на Ковід-19.
Змішані
| Спортсмен                 | Дисципліна | КП / РТ | КП / РТ | ДП / ДТ      | ДП / ДТ      | Загалом      | Загалом      |
| Спортсмен                 | Дисципліна | Бали    | Місце   | Бали         | Місце        | Бали         | Місце        |
| ------------------------- | ---------- | ------- | ------- | ------------ | ------------ | ------------ | ------------ |
| Юлія Щетиніна Марк Мадьяр | Пари       | Знялися | Знялися | Не потрапили | Не потрапили | Не потрапили | Не потрапили |

## Шорт-трек
Від Угорщини на Ігри кваліфікувалися п'ять чоловіків і дві жінки, а отже додатково чоловіча і змішана естафети.
Чоловіки
| Спортсмен                                                  | Дисципліна      | Попередній заїзд | Попередній заїзд | Чвертьфінал | Чвертьфінал | Півфінал    | Півфінал    | Фінал       | Фінал |
| Спортсмен                                                  | Дисципліна      | Час              | Місце            | Час         | Місце       | Час         | Місце       | Час         | Місце |
| ---------------------------------------------------------- | --------------- | ---------------- | ---------------- | ----------- | ----------- | ----------- | ----------- | ----------- | ----- |
| Джон-Генрі Крюгер                                          | 500 м           | 40.407           | 2 Q              | 40.844      | 5           | Не потрапив | Не потрапив | Не потрапив | 17    |
| Джон-Генрі Крюгер                                          | 1000 м          | 1:25.236         | 1 Q              | ДСК         | ДСК         | Не потрапив | Не потрапив | Не потрапив | 14    |
| Джон-Генрі Крюгер                                          | 1500 м          | Н/Д              | Н/Д              | 2:12.525    | 3 Q         | 2:18.671    | 5 ADVB      | 2:18.059    | 11    |
| Лю Шаоан                                                   | 500 м           | 40.797           | 1 Q              | 40.386      | 1 Q         | 40.157      | 1 QA        | 40.338      | 1     |
| Лю Шаоан                                                   | 1000 м          | 1:23.796         | 1 Q              | 1:23.940    | 2 Q         | 1:35.384    | 5 ADVA      | 1:35.693    | 3     |
| Лю Шаоан                                                   | 1500 м          | Н/Д              | Н/Д              | 2:15.376    | 2 Q         | 2:15.519    | 1 FA        | 2:09.409    | 4     |
| Лю Шандор Шаолінь                                          | 500 м           | 40.948           | 1 Q              | 40.700      | 4           | Не потрапив | Не потрапив | Не потрапив | 13    |
| Лю Шандор Шаолінь                                          | 1000 м          | 1:25.262         | 1 Q              | 1:55.248    | 3 ADV       | 1:23.567    | 1 FA        | ЖК          | ЖК    |
| Лю Шандор Шаолінь                                          | 1500 м          | Н/Д              | Н/Д              | 2:09.213 OR | 1 Q         | 2:10.685    | 2 FA        | 2:09.953    | 6     |
| Лю Шаоан Лю Шандор Шаолінь Джон-Генрі Крюгер Бенце Нограді | Естафета 5000 м | Н/Д              | Н/Д              | Н/Д         | Н/Д         | 6:45.192    | 6 QB        | 6:39.713    | 6     |

Легенда кваліфікації: FA - Кваліфікувався до медального фіналу; FB - Кваліфікувався до втішного фіналу; ADV - Потрапили за судівським рішенням
Жінки
| Спортсменrf   | Дисципліна | Попередній заїзд | Попередній заїзд | Чвертьфінал  | Чвертьфінал  | Півфінал     | Півфінал     | Фінал        | Фінал        |
| Спортсменrf   | Дисципліна | Час              | Місце            | Час          | Місце        | Час          | Місце        | Час          | Місце        |
| ------------- | ---------- | ---------------- | ---------------- | ------------ | ------------ | ------------ | ------------ | ------------ | ------------ |
| Петра Ясапаті | 500 м      | 42.848           | 2 Q              | 43.476       | 1 Q          | 43.198       | 3 FB         | 43.004       | 7            |
| Петра Ясапаті | 1000 м     | 1:28.392         | 2 Q              | 1:28.786     | 3 q          | 1:28.827     | 5 FB         | 1:30.249     | 8            |
| Петра Ясапаті | 1500 м     | Н/Д              | Н/Д              | 2:22.115     | 2 Q          | ДСК          | ДСК          | Не потрапила | 22           |
| Софія Конья   | 500 м      | 43.905           | 3                | Не потрапила | Не потрапила | Не потрапила | Не потрапила | Не потрапила | 21           |
| Софія Конья   | 1000 м     | Без часу         | Без часу         | Не потрапила | Не потрапила | Не потрапила | Не потрапила | Не потрапила | 29           |
| Софія Конья   | 1500 м     | Н/Д              | Н/Д              | PEN          | PEN          | Не потрапила | Не потрапила | Не потрапила | Не потрапила |

Легенда кваліфікації: FA - Кваліфікувався до медального фіналу; FB - Кваліфікувався до втішного фіналу
Змішані
| Спортсмени                                                             | Дисципліна      | Чвертьфінал | Чвертьфінал | Півфінал | Півфінал | Фінал    | Фінал |
| Спортсмени                                                             | Дисципліна      | Час         | Місце       | Час      | Місце    | Час      | Місце |
| ---------------------------------------------------------------------- | --------------- | ----------- | ----------- | -------- | -------- | -------- | ----- |
| Петра Ясапаті Софія Конья Лю Шаоан Лю Шандор Шаолінь Джон-Генрі Крюгер | Естафета 2000 м | 2:38.396    | 1 Q         | 2:38.052 | 1 FA     | 2:40.900 | 3     |

Легенда кваліфікації: FA - Кваліфікувався до медального фіналу; FB - Кваліфікувався до втішного фіналу

## Сноубординг
Від Угорщини на Ігри кваліфікувалася одна жінка в змаганнях з хафпайпу.
Фристайл
| Спортсмен       | Дисципліна         | Кваліфікація | Кваліфікація | Кваліфікація | Кваліфікація | Кваліфікація | Фінал        | Фінал        | Фінал        | Фінал        | Фінал        |
| Спортсмен       | Дисципліна         | 1-ша спроба  | 2-га спроба  | 3-тя спроба  | Найкраща     | Місце        | 1-ша спроба  | 2-га спроба  | 3-тя спроба  | Найкраща     | Місце        |
| --------------- | ------------------ | ------------ | ------------ | ------------ | ------------ | ------------ | ------------ | ------------ | ------------ | ------------ | ------------ |
| Камілла Козубак | Біг-ейр (жінки)    | 51.50        | 5.50         | 59.00        | 110.50       | 17           | Не потрапила | Не потрапила | Не потрапила | Не потрапила | Не потрапила |
| Камілла Козубак | Хафпайп (жінки)    | 35.50        | 15.00        | Н/Д          | 35.50        | 19           | Не потрапила | Не потрапила | Не потрапила | Не потрапила | Не потрапила |
| Камілла Козубак | Слоупстайл (жінки) | 21.95        | 19.58        | Н/Д          | 21.95        | 28           | Не потрапила | Не потрапила | Не потрапила | Не потрапила | Не потрапила |